# Sandbäckslända
Sandbäckslända (Isoptena serricornis) är en insektsart i ordningen bäcksländor. Bäcksländor har ofullständig metamorfos och lever som nymfer i vatten. De fullbildade insekterna har vingar, men är inte speciellt aktiva flygare utan håller sig ofta nära samma vatten som nymferna lever i. 

## Kännetecken
Den fullbildade sländan, imagon, har ljusbruna vingar som i vila hålls platt mot den brunaktiga kroppen. Dess längd är 9–11 millimeter (måttet gäller honor, hanar blir lite mindre). Antennerna är långa och vid bakkroppsspetsen finns två långa spröt. Nymfen har avlång, smal kropp och reducerade antenner. Hos nymfen, precis som hos den fullbildade sländan, finns två långa spröt vid bakkroppsspetsen.

## Utbredning
Sandbäcksländan förekommer i Europa, huvudsakligen i Östeuropa, men har spridd förekomst även i nordvästra Europa, bland annat på Jylland, i Norrbotten i norra Sverige och i norra Finland. I Sverige är den rödlistad som nära hotad. 

## Levnadssätt
Sandbäcksländan är knuten till större vattendrag med sandbotten. Äggen utvecklas beroende av vattentemperaturen, om vattentemperaturen inte når över 7 grader så fördröjs äggens utveckling och kläckning sker först när vattentemperaturen når 12 grader. Den unga nymfen äter detritus, men de i senare utvecklingsstadierna är nymfen främst rovlevande. Bland annat fjädermygglarver och små, vattenlevande fåborstmaskar hör då till dess byten. Nymferna intar även sandkorn, ett föreslaget syfte med detta är att sandkornen verkar som en sorts barlast som förbättrar nymfernas möjligheter att förankra sig i strömmande vatten. 
De fullbildade sländorna ses från maj till juni. Livslängden som imago är för de flesta bäcksländor ganska kort och vanligen intar de ingen eller bara lite föda. Studier har visat att fullbildade sandbäcksländor har intagit små mängder pollen.